# Nguyên Diệp
Nguyên Diệp (giản thể: 元晔; phồn thể: 元曄; bính âm: Yuán Yè) (509-532), tên tự Hoa Hưng (華興), biệt danh Bồn Tử (盆子), thường được gọi là Trường Quảng vương (長廣王), là vị hoàng đế thứ 12, có thời gian cai trị ngắn ngủi của triều đại Bắc Ngụy trong lịch sử Trung Quốc. Ông được các thành viên tối cao trong gia tộc của Nhĩ Chu Vinh tôn làm hoàng đế vào năm 530 sau khi Hiếu Trang Đế sát hại Nhĩ Chu Vinh, và ông chỉ có được tước hiệu hoàng đế trong vài tháng. Tuy nhiên, ông chỉ là một thành viên trong hoàng tộc thuộc nhánh xa so với dòng dõi của các hoàng đế trước đó nhất. Vì thế, vào năm 531, sau khi gia tộc Nhĩ Chu chiếm được ưu thế và xử tử Hiếu Trang Đế, họ đã buộc Nguyên Diệp phải nhường ngôi lại cho em họ của Hiếu Trang Đế là Quảng Lăng vương Nguyên Cung, tức Tiết Mẫn Đế. Tiết Mẫn Đế tôn trọng Nguyên Diệp và lập ông là Đông Hải vương, cao hơn tước hiệu Trường Quảng vương, song sau khi Tiết Mẫn Đế và gia tộc Nhĩ Chu bị lật đổ bởi một liên minh do Cao Hoan lãnh đạo, Hiếu Vũ Đế đã lên ngôi và buộc Nguyên Diệp phải tự vẫn.

## Bối cảnh
Không biết nhiều về cuộc sống ban đầu của Nguyên Diệp. Phụ thân ông là Nguyên Di (元怡), Di là một con trai của Nam An Huệ vương Thác Bạt Trinh (拓拔楨), Trinh lại là em trai của Văn Thành Đế và là con trai của Thác Bạt Hoảng (Thái tử của Thái Vũ Đế). Dòng dõi của Thác Bạt Trinh đã bị mất tước danh khi Thác Bạt Trinh tham gia vào một âm mưu chống lại chế độ Hán hóa của Hiếu Văn Đế, song anh trai của Nguyên Di là Nguyên Anh (元英) cuối cùng đã được phong làm Trung Sơn vương sau khi có nhiễu nỗ lực trên chiến trường. Bản thân Nguyên Di được thuật lại là tham ô và bạo lực khi làm tướng chỉ huy ở trấn Thiện Thiện (鄯善, nay thuộc Turpan, Tân Cương) xa xôi, ông ta đã phải chạy trốn và ẩn náu sau khi bị buộc tội tham nhũng, chết trong lúc chạy trốn vào một thời gian nào đó từ năm 512 đến 515. Một trong các chị em gái của Nguyên Di đã kết hôn với tướng Nhĩ Chu Vinh, và sau khi Nhĩ Chu Vinh trở thành tướng lính tối cao của đế chế dưới thời trị vì của Hiếu Trang Đế, Nguyên Di được truy tôn là Phù Phong vương.
Nguyên Diệp không phải là con trai cả của Nguyên Di, ông còn ít nhất một người anh trai là Nguyên Túc (元肅). Vào đầu thời gian trị vì của Hiếu Trang Đế, theo miêu tả của gì ông, Nguyên Diệp được phong làm Trường Quảng vương và nhậm chức thứ sử Tĩnh Châu (并州, nay là trung bộ Sơn Tây), dựa vào quyền lực của Nhĩ Chu Vinh. Tuy nhiên, theo Ngụy thư, Nguyên Diệp là người phù phiếm và nóng vội, song có thể chất mạnh mẽ khi còn trẻ.

## Trở thành hoàng đế
Vào mùa thu năm 530, Hiếu Trang Đế lo sợ rằng Nhĩ Chu Vinh cuối cùng sẽ cướp ngôi nên đã cho phục kích và giết chết Nhĩ Chu trong hoàng cung tại Lạc Dương. Vợ của Nhĩ Chu Vinh (dì của Nguyên Diệp), cùng với em họ của Nhĩ Chu Vinh là Nhĩ Chu Thế Long (爾朱世隆), đã chạy thoát được ra khỏi thành Lạc Dương và tiến về phía bắc, họ gặp cháu trai của Nhĩ Chu Vinh là Nhĩ Chu Triệu (爾朱兆) tại Trường Tử (長子, nay thuộc Trường Trị, Sơn Tây). Họ quyết định lập Nguyên Diệp làm hoàng đế nhằm tạo thế đối địch với Hiếu Trang Đế. Nguyên Diệp phong cho một con gái của Nhĩ Chu Vinh làm hoàng hậu (tuy nhiên không rõ ông đã kết hôn với bà từ trước hay chỉ mới vào thời điểm đó).
Chưa đầy hai tháng sau đó, quân Nhĩ Chu đã chiếm được Lạc Dương và bắt giữ Hiếu Trang Đế. Hiếu Trang Đế sau đó bị giải đến thành Tấn Dương (晉陽, nay thuộc Thái Nguyên, Sơn Tây) và bị giết chết. Trong khi đó, Nhĩ Chu Thế Long tin rằng mẫu thân của Nguyên Diệp sẽ gây ảnh hưởng đến chính trị nên đã ám sát bà, song lại dàn dựng bà bị giết trong một vụ cướp. Trong khi đó, bản thân Nguyên Diệp được hộ tống về phía nam để đến Lạc Dương, dường như là để tiếp nhận ngai vàng một cách chính thức.
Tuy nhiên, Nhĩ Chu Thế Long và các anh em của ông ta lại cho rằng Nguyên Diệp có họ hàng quá xa với dòng dõi của các hoàng đế gần nhất trước đó và không đủ danh tiếng để trở thành hoàng đế. Họ đã đề nghị lập Quảng Lăng vương Nguyên Cung, là con trai của hoàng đệ Nguyên Vũ (元羽) của Hiếu Văn Đế, buộc Nguyên Cung phải hợp tác. Khi Nguyên Diệp đến vùng lân cận Lạc Dương, Nhĩ Chu Thế Long đã buộc ông phải nhường ngôi cho Nguyên Cung. (Nhĩ Chu Triệu không tham gia vào việc thay thế Nguyên Diệp, ông ta ban đầu trở nên tức giận và tính đến việc tấn công Nhĩ Chu Thế Long, song đã bình tĩnh lại sau khi Nhĩ Chu Thế Long cử em trai là Nhĩ Chu Ngạn Bá (爾朱彥伯) đến để giải thích lý do, và Nhĩ Chu Triệu đã không thực hiện bất kỳ hành động nào khác để phục vị cho Nguyên Diệp.)

## Sau khi thoái vị
Tiết Mẫn Đế phong cho Nguyên Diệp làm Đông Hải vương, một tước hiệu lớn hơn Trường Quảng vương, và đối đãi với ông một cách tôn trọng. Tuy nhiên, Tiết Mẫn Đế không có nhiều quyền lực trên thực tế, và gia tộc Nhĩ Chu vẫn kiểm soát phần lớn việc triều chính và quân sự, người dân tức giận trước sự tham nhũng của họ. Tướng Cao Hoan tuyên bố nổi loạn chống lại gia tộc Nhĩ Chu vào năm 531 và lập một thành viên khác trong hoàng tộc Bắc Ngụy là Nguyên Lãng làm hoàng đế. Năm 532, Cao Hoan đánh bại gia tộc Nhĩ Chu và bắt giam Tiết Mẫn Đế. Do Nguyên Lãng cũng thuộc một dòng xa so với các hoàng đế gần nhất trước đó, Cao Hoan sau đó loại bỏ ông ta và đưa Bình Dương vương Nguyên Tu lên ngôi, Nguyên Tu là con trai của Nguyên Hoài (元懷) và là cháu nội của Hiến Văn Đế. Đến mùa hè năm 532, Hiếu Vũ Đế hạ độc giết chết Tiết Mẫn Đế. Đến mùa đông năm 532, Hoàng đế lại làm điều tương tự với Nguyên Diệp và Nguyên Lãng, hai người dường như đã buộc phải tự sát bằng thuốc độc. Nguyên Diệp qua đời mà không có con trai nối dõi, tước Đông Hải vương của ông vì thế không có người kế thừa.